# 北島 (菲律賓)
北島（英語：North Island），是位於巴丹群島中的島嶼之一，相對菲律賓最北處的雅米島南南西方約四公里，瑪勿蒂斯島（Mavudis Island）北方十餘公里處。由巴丹群島省伊巴雅特市管轄，為一座無人島。